# Philogenia raphaella
Philogenia raphaella – gatunek ważki z rodziny Philogeniidae. Występuje na terenie Ameryki Południowej.